# Verschollene Filmschätze/Episodenliste
Diese Episodenliste enthält alle Episoden der Dokumentationsreihe Verschollene Filmschätze (Orig. Mystères d'Archives) der Sender ARTE und INA.

## Übersicht
| Staffel | Episodenanzahl | Erstausstrahlung ARTE | Erstausstrahlung ARTE |
| Staffel | Episodenanzahl | Staffelpremiere       | Staffelfinale         |
| ------- | -------------- | --------------------- | --------------------- |
| 1       | 10             | 10. Juli 2009         | 28. August 2009       |
| 2       | 10             | 28. April 2010        | 28. August 2011       |
| 3       | 10             | 15. September 2012    | 2. März 2013          |
| 4       | 10             | 2. November 2015      | 16. November 2015     |
| 5       | 10             | 14. Oktober 2017      | 16. Dezember 2017     |
| 6       | 5              | 27. Oktober 2019      | 17. November 2019     |
| 7       | 5              | 19. Juni 2021         | 26. Juni 2021         |
| 8       | 5              | 3. März 2023          | 31. März 2023         |

## Staffel 1
| Nr. (ges.) | Nr. (St.) | Deutscher Titel                                           | Originaltitel                       | Erstausstrahlung ARTE |
| ---------- | --------- | --------------------------------------------------------- | ----------------------------------- | --------------------- |
| 1          | 1         | 1927: Charles Lindberghs Atlantiküberquerung              | Lindbergh traverse l'atlantique     | 10. Juli 2009         |
| 2          | 2         | 1944: General de Gaulle im befreiten Paris                | Général de Gaulle dans Paris libéré | 17. Juli 2009         |
| 3          | 3         | 1969: Live vom Mond (Apollo 11)                           | En direct de la lune                | 20. Juli 2009         |
| 4          | 4         | 1934: Das Attentat auf König Alexander I. von Jugoslawien | Assassinat du roi de Yougoslavie    | 24. Juli 2009         |
| 5          | 5         | 1910: Buffalo Bill ist Buffalo Bill!                      | Buffalo Bill                        | 31. Juli 2009         |
| 6          | 6         | 1963: Das Begräbnis von JFK                               | Funérailles de John F. Kennedy      | 7. August 2009        |
| 7          | 7         | 1937: Die "Hindenburg"-Katastrophe                        | Crash du Hindenburg                 | 12. Aug. 2009         |
| 8          | 8         | 1946: Bomben auf Bikini                                   | Essais atomiques à Bikini           | 14. Aug. 2009         |
| 9          | 9         | 1954: Marilyn Monroe in Korea                             | Marilyn Monroe en Corée             | 21. Aug. 2009         |
| 10         | 10        | 1955: Die Tragödie von Le Mans                            | Tragédie sur le Circuit du Mans     | 28. Aug. 2009         |

## Staffel 2
| Nr. (ges.) | Nr. (St.) | Deutscher Titel                                             | Originaltitel                                    | Erstausstrahlung ARTE |
| ---------- | --------- | ----------------------------------------------------------- | ------------------------------------------------ | --------------------- |
| 11         | 1         | 1963: "Ich bin ein Berliner"                                | John F. Kennedy à Berlin                         | 28. Apr. 2010         |
| 12         | 2         | 1956: Hochzeit von Grace Kelly mit Fürst Rainier von Monaco | Le mariage de Grace Kelly avec Rainier de Monaco | 23. Juli 2010         |
| 13         | 3         | 1967: Präsident de Gaulle in Quebec                         | De Gaulle au Québec                              | 17. Nov. 2010         |
| 14         | 4         | 1953: Elisabeth II. wird gekrönt                            | Le couronnement d'Elisabeth II                   | 25. Juni 2011         |
| 15         | 5         | 1936: Die Lindbergh-Affäre                                  | L'affaire Lindbergh                              | 2. Juli 2011          |
| 16         | 6         | 1978: Die wiederaufgefundenen Bilder der Roten Khmer        | Les images retrouvées des Khmers rouges          | 9. Juli 2011          |
| 17         | 7         | 1959: Tour de France                                        | Le Tour de France                                | 16. Juli 2011         |
| 18         | 8         | 1989: Das Massaker auf dem Platz des Himmlischen Friedens   | Les manifestations de la place Tiananmen         | 23. Juli 2011         |
| 19         | 9         | 1971: Feierlichkeiten des Schahs von Persien in Persepolis  | Les fastes du Shah d'Iran à Persépolis           | 20. August 2011       |
| 20         | 10        | 1975: Der Fall Saigons                                      | La chute de Saigon                               | 28. Aug. 2011         |

## Staffel 3
| Nr. (ges.) | Nr. (St.) | Deutscher Titel                                            | Originaltitel                             | Erstausstrahlung ARTE |
| ---------- | --------- | ---------------------------------------------------------- | ----------------------------------------- | --------------------- |
| 21         | 1         | 2001: Beerdigung von Ahmed Schah Massud                    | L'enterrement du commandant Massoud       | 15. Sep. 2012         |
| 22         | 2         | 1897: Präsident Félix Faure auf Reisen                     | Le président Félix Faure en voyage        | 22. Sep. 2012         |
| 23         | 3         | 1945: Die Kapitulation Japans                              | La capitulation du Japon                  | 29. Sep. 2012         |
| 24         | 4         | 1961: Juri Gagarin, erster Mensch im Weltall               | Gagarine, premier homme dans l'espace     | 6. Okt. 2012          |
| 25         | 5         | 1981: Die Geiseln von Teheran kehren heim                  | Les otages américains libérés d'Iran      | 13. Okt. 2012         |
| 26         | 6         | 1918: Die Siegesfeiern in Paris, London und Washington D.C | Les fêtes de l'Armistice                  | 10. Nov. 2012         |
| 27         | 7         | 1977: Die Krönung von Kaiser Bokassa I.                    | Le couronnement de l'empereur Bokassa 1er | 8. Dezember 2012      |
| 28         | 8         | 1945: Die Befreiung der Konzentrationslager                | L'ouverture des camps in Allemagne        | 26. Januar 2013       |
| 29         | 9         | 1945: Die Konferenz von Jalta                              | Réunions secrètes à Yalta                 | 23. Feb. 2013         |
| 30         | 10        | 1936: Die Spiele von Berlin                                | Le jeux de Berlin                         | 2. März 2013          |

## Staffel 4
| Nr. (ges.) | Nr. (St.) | Deutscher Titel                                                          | Originaltitel                       | Erstausstrahlung ARTE |
| ---------- | --------- | ------------------------------------------------------------------------ | ----------------------------------- | --------------------- |
| 31         | 1         | 1944: Die Schlacht um den Vercors                                        | Dans le maquis du Vercours          | 2. Nov. 2015          |
| 32         | 2         | 1940: Charlie Chaplin dreht Der große Diktator                           | Charlie Chaplin tourne Le Dictateur | 3. Nov. 2015          |
| 33         | 3         | 1916: Pancho Villa – Tot oder lebendig!                                  | Pancho Villa mort ou vif !          | 4. November 2015      |
| 34         | 4         | 1972: Präsident Nixon in China                                           | Richard Nixon en Chine              | 5. Nov. 2015          |
| 35         | 5         | 1939: Straflager Französisch-Guayana (s. auch Die Liebenden von Cayenne) | Derniere images du bagne de Guyane  | 6. Nov. 2015          |
| 36         | 6         | 1948: Trauer um Mahatma Gandhi                                           | Les funérailles de Gandhi           | 9. Nov. 2015          |
| 37         | 7         | 1940: Eva Braun filmt Hitler                                             | Eva Braun filme Hitler              | 10. Nov. 2015         |
| 38         | 8         | 1960: Fidel Castro vor der UNO                                           | Fidel Castro aux Nations Unies      | 12. Nov. 2015         |
| 39         | 9         | 1941: Der Angriff auf Pearl Harbor                                       | L'attaque de Pearl Harbor           | 13. Nov. 2015         |
| 40         | 10        | 1967: Die Ölpest durch den Tanker "Torrey Canyon"                        | Le catastrophe du Torrey Canyon     | 16. Nov. 2015         |

## Staffel 5
| Nr. (ges.) | Nr. (St.) | Deutscher Titel                                  | Originaltitel                             | Erstausstrahlung ARTE |
| ---------- | --------- | ------------------------------------------------ | ----------------------------------------- | --------------------- |
| 41         | 1         | 1903: Ellis Island                               | Ellis Island                              | 14. Okt. 2017         |
| 42         | 2         | 1998: Frankreich ist Fußball-Weltmeister         | La victoire des Bleus                     | 14. Okt. 2017         |
| 43         | 3         | 1965: Hochtief versetzt den Tempel Abu Simbel    | Abou Simbel sauvé des eaux                | 21. Okt. 2017         |
| 44         | 4         | 1963: Der Marsch auf Washington, D.C.            | La marche sur Washington                  | 21. Okt. 2017         |
| 45         | 5         | 1997: Ende der Kronkolonie Hongkong              | Hong Kong revient à la Chine              | 28. Okt. 2017         |
| 46         | 6         | 1970: Rock-Festival auf der Isle of Wight        | Le grande rassemblement de L'Île de Wight | 28. Oktober 2017      |
| 47         | 7         | 1972: Jane Fonda und Joan Baez fahren nach Hanoi | Jane fonda et Joaen Baez à Hanoi          | 4. Nov. 2017          |
| 48         | 8         | 1968: Ende des Prager Frühlings                  | La fin du printemps de Prague             | 14. Aug. 2017         |
| 49         | 9         | 1990: N. Y., Nelson Mandela erobert die USA      | Le triomphe de Mandela aux Etats-Unis     | 16. Dez. 2017         |
| 50         | 10        | 1980: Marsch für das Überleben Kambodschas       | La marche pour la survie du Cambodge      | 16. Dez. 2017         |

## Staffel 6
| Nr. (ges.) | Nr. (St.) | Deutscher Titel                                  | Originaltitel                            | Erstausstrahlung ARTE |
| ---------- | --------- | ------------------------------------------------ | ---------------------------------------- | --------------------- |
| 51         | 1         | 1944: Landung in der Normandie                   | Les images du jour                       | 27. Okt. 2019         |
| 52         | 2         | 1930: Die Kaiserkrönung Haile Selassies          | Le couronnement de l’empereur d’Éthiopie | 27. Okt. 2019         |
| 53         | 3         | 1970: Staatsbegräbnis für Gamal Abdel Nasser     | Les funérailles du président Nasser      | 3. Nov. 2019          |
| 54         | 4         | 1979: Die erste Polenreise von Johannes Paul II. | Le voyage de Jean-Paul II en Pologne     | 10. Nov. 2019         |
| 55         | 5         | 1915: Zwei US-Reporter im Kaiserreich            | Reportage dans l’Allemagne en guerre     | 17. Nov. 2019         |

## Staffel 7
| Nr. (ges.) | Nr. (St.) | Deutscher Titel                            | Originaltitel                                 | Erstausstrahlung ARTE |
| ---------- | --------- | ------------------------------------------ | --------------------------------------------- | --------------------- |
| 56         | 1         | 1959: Chruschtschow und Nixon in Moskau    | Nixon-Khrouchtchev à Moscou                   | 19. Juni 2021         |
| 57         | 2         | 1929: Admiral Byrd fliegt zum Südpol       | Première expédition américaine au pôle Sud    | 19. Juni 2021         |
| 58         | 3         | 1949: Proklamation der Volksrepublik China | Mao proclame la République populaire de Chine | 19. Juni 2021         |
| 59         | 4         | 1936: US-Präsident Roosevelt im Wahlkampf  | Le président Roosevelt repart en campagne     | 19. Juni 2021         |
| 60         | 5         | 1959: Aufbruch nach Nordkorea              | Départs pour la Corée du Nord                 | 26. Juni 2021         |

## Staffel 8
| Nr. (ges.) | Nr. (St.) | Deutscher Titel                          | Originaltitel                                     | Erstausstrahlung ARTE |
| ---------- | --------- | ---------------------------------------- | ------------------------------------------------- | --------------------- |
| 61         | 1         | 1970. Begräbnis von Charles de Gaulle    | 1970. Les funérailles de Charles de Gaulle        | 3. März 2023          |
| 62         | 2         | 1921. Hilfe gegen den Hunger in Russland | 1921. Secours international à la famine en Russie | 10. März 2023         |
| 63         | 3         | 1938. Chamberlains Treffen mit Hitler    | 1938. Chamberlain cherche la paix avec Hitler     | 17. März 2023         |
| 64         | 4         | 1945. Japan kapituliert, die USA feiern  | 1945. Le Japon capitule, l'Amérique est en fête   | 24. März 2023         |
| 65         | 5         | 1946. Die Tokioter Prozesse              | 1946. Le long procès de Tokyo                     | 31. März 2023         |